# پلی‌لگاریتم
تابع پلی‌لگاریتم با جمع سری توانی زیر مشخص می‌شود:
{\displaystyle \operatorname {Li} _{s}(z)=\sum _{k=1}^{\infty }{z^{k} \over k^{s}}=z+{z^{2} \over 2^{s}}+{z^{3} \over 3^{s}}+\cdots \,.}
این تعریف برای آرگومان‌های مختلط z به شرط اندازه z بزرگتر از ۱ معتبر است.
دلیل انتخاب این اسم این است که این تابع از انتگرال خودش به دست می‌آید:
{\displaystyle \operatorname {Li} _{s+1}(z)=\int _{0}^{z}{\frac {\operatorname {Li} _{s}(t)}{t}}\,\mathrm {d} t\,;}
بنابراین دی لگاریتم انتگرال لگاریتم است و به همین ترتیب.
برای sهای غیرمنفی حقیقی تابع پلی لگاریتم یک تابع گویا است.
|         |         |         |        |        |        |        |
| Li−3(z) | Li−2(z) | Li−1(z) | Li0(z) | Li1(z) | Li2(z) | Li3(z) |